# Хай Аль-Араб
«Хай Аль-Араб» (англ. Hay Al-Arab) — суданский футбольный клуб из города Порт-Судан, выступающий в чемпионате Судана. Команда играет на стадионе вместимостью 7 тысяч зрителей.

## История
Клуб основан 1928 году. Команда дважды становилась чемпионом провинции Красное Море — в 2002 и 2016 годах.
Клуб из Порт-Судана неоднократно выступал в высшем дивизионе чемпионата Судана, где его наивысшим достижением стало второе место, завоёванное в 1981 и 1999 годах. В обоих случаях команда уступила первое место «Аль-Хилялю» из Омдурмана. В 2008 году «Хай Аль-Араб» занял третье место в турнирной таблице. По итогам соревнований в 2025 году в восточной группе «Хай Аль-Араб» занял последнее пятое место и вылетел из чемпионата.
На уровне Кубка Судана наилучшим достижением команды стала победа в 1981 году.
Команда пять раз принимала участие во всеафриканских клубных турнирах, включая Кубок обладателей кубков КАФ, Кубок КАФ и Кубок Конфедерации КАФ. Своё дебютное выступление она провела в 1982 году. В 2000 и 2023 годах команда была вынуждена прекратить участие в соревнованиях из-за технических поражений.
Кроме того, в 2009 году клуб выступал на Клубном Кубке КЕСАФА, где дошёл до четвертьфинала, уступив в решающем матче конголезскому «ТП Мазембе» со счётом 1:6.
В составе команды в разное время играли футболисты, имеющие опыт выступления за национальную сборную Судана, такие как Аль-Фатех Джадин, Мусааб Макин, Мазен Симбо и Абакар Сулиман.

## Достижения
- Победитель Кубка Судана: 1981

## Международные турниры

### Всеафриканские турниры
| Сезон   | Турнир                       | Этап   | Соперник           | Дома                  | Гости                 | Общий                 |
| ------- | ---------------------------- | ------ | ------------------ | --------------------- | --------------------- | --------------------- |
| 1982    | Кубок обладателей кубков КАФ | первый | Эраб Контракторс   | 1-1                   | 1-3                   | 2-4                   |
| 1996    | Кубок КАФ                    | первый | Смалл Симба        | 0-0                   | 1-1                   | 1-1 (в/г)             |
| 1996    | Кубок КАФ                    | второй | Таскер             | 0-1                   | 0-0                   | 0-1                   |
| 2000    | Кубок КАФ                    | первый | Шабана             | 2-0                   | 0-0                   | 2-0                   |
| 2000    | Кубок КАФ                    | второй | Исмаили            | техническое поражение | техническое поражение | техническое поражение |
| 2009    | Кубок Конфедерации КАФ       | предв. | Аль-Ахли (Бенгази) | 0-1                   | 1-0                   | 1-1 (2-3 пен.)        |
| 2023/24 | Кубок Конфедерации КАФ       | первый | Эйгел Нуар         | техническое поражение | техническое поражение | техническое поражение |

### Клубный Кубок КЕСАФА
| Сезон | Этап       | Соперник   | Счёт |
| ----- | ---------- | ---------- | ---- |
| 2009  | группа     | Таскер     | 1-1  |
| 2009  | группа     | Интер Стар | 1-1  |
| 2009  | группа     | Мьембени   | 2-0  |
| 2009  | 1/4 финала | ТП Мазембе | 1-6  |